# Mickfield
Mickfield – wieś w Anglii, w hrabstwie Suffolk, w dystrykcie Mid Suffolk. Leży 18 km na północ od miasta Ipswich i 117 km na północny wschód od Londynu. Miejscowość liczy 200 mieszkańców.